# 亚伯拉罕·基比沃特
亚伯拉罕·基比沃特（Abraham Kibiwot，1996年6月4日—），肯尼亚男子田径运动员，2016年非洲田径锦标赛男子3000米障碍赛铜牌得主、2018年英联邦运动会男子3000米障碍赛银牌得主、2023年世界田径锦标赛男子3000米障碍赛铜牌得主。